# Anne Jacques Jean Galdemar
Anne Jacques Jean Louis de Galdemar, dit Jean-Louis Galdemar, né à Cahors le 17 décembre 1769 et mort à Cahors le 11 janvier 1837, est un général d'Empire.

## Carrière
Engagé dans le 2e bataillon du Lot le 1er juillet 1792, il devient lieutenant le 29 octobre 1793  et quartier-maître trésorier de son bataillon le 26 novembre de la même année, puis capitaine le 25 avril 1794. 
Il est chargé le 13 août 1799 de l’organisation du 1er bataillon auxiliaire du département des Bouches du Rhône. Le 7 septembre 1800 il est nommé capitaine adjoint aux adjudants-généraux et le 6 décembre 1800 adjoint à l’état major général du gouvernement de Paris, attaché au 18e régiment de dragons. 
Le 1er mai 1804 il devient adjoint à l’état major général du gouvernement de Paris. Il est placé comme adjoint à l’état major général de la cavalerie le 17 septembre 1805. Le 29 mai 1806 il est décoré de la Légion d’honneur puis fait chevalier d’empire, avec dotation, le 8 février 1808. 
Le 12 juillet 1808 il est nommé chef de l’état major de la 2e division de cuirassiers. Le 1er février 1809 il passe officier supérieur, adjoint à l’état major général de l’armée française au service du royaume de Naples. Le 12 décembre 1809 il devient adjoint-commandant.
Enfin, le 29 avril 1812 il devient maréchal de camp au service du royaume de Naples, avant d’obtenir le grade de lieutenant général le 11 mai 1815. Pendant son service à Naples, il est commandeur des ordres du royaume de Naples, chef d’état major du gouvernement, chef d’état major du corps d’armée en Calabre, puis chef de l’état major de l’armée napolitaine.
Il rentre en France dans le courant de l’année 1815 et est admis au traitement de non activité au grade de maréchal de camp. Il reste en non activité jusqu’au 7 octobre 1818, quand Louis XVIII le nomme lieutenant du roi de la place de Thionville : il occupe encore le poste en 1822.
Chevalier de l’ordre royal et militaire de Saint-Louis, il est aussi officier de l’ordre royal de la Légion d’honneur, chevalier de l’ordre royal, militaire et hospitalier du Saint-Sépulcre de Jérusalem. 
Il meurt le 11 janvier 1837, léguant sa fortune à la ville de Cahors pour financer des bourses destinées aux élèves du lycée Gambetta.

## Grades
- 8 février 1807 : Chef d'escadron
- 8 février 1808 : Chevalier de l'Empire
- 29 avril 1812 : Général de brigade du royaume de Naples
- 11 mai 1815 : Lieutenant-général du royaume de Naples
- 25 mai 1816 : Maréchal-de-camp du Royaume de France.
- 7 octobre 1818 : Lieutenant du roi de la place de Thionville.